# Kurlandhalvøen
57°16′N 22°15′Ø / 57.27°N 22.25°Ø
Kurlandhalvøen (lettisk:Kurzemes pussala)  er en historisk og kulturel region i det vestlige Letland i den nordvestlige del af Kurland. 
Det grænser op til Østersøen i vest, Irbestrædet i nord og Rigabugten i øst, og ligger i det nordvestlige Letland. 
Det  nordligste punkt på halvøen, og i Kurland, er Domesnæs og ud for fortsætter  Domesnæsrevet i nordøstlig retning ud til   Domesnæs Fyr  tre sømil ude. 
Kurlandhalvøen udgjorde Kurlandlommen,  hvor russiske styrker isolerede en større tysk hærgruppe i slutningen af 2. verdenskrig.